# アラゾペプチン
アラゾペプチン（英：Alazopeptin）は抗生物質であり、穏やかな抗トリパノソーマ作用と抗腫瘍作用を有する 。アラゾペプチンは元々はウィリアムズバーグ (アイオワ州)近郊の土壌から採取されたStreptacidiphilus griseoplanusから分離された。アラゾペプチンはKitasatospora azaticaからも分離される。アラゾペプチンは、現在でもその大部分が、この生物の発酵ブロスによって生産されている。構造的には、アラゾペプチンはトリペプチドであり、2分子の6-ジアゾ-5-オキソ-L-ノルロイシンと1分子のL-アラニンを含んでいる 。2021年、アラゾペプチンの生合成経路が解明された。